# Курия
Вижте пояснителната страница за други значения на Курия.
Курия (от латински: curia) означава градски съвет, управителен орган на град.
Първоначално с този термин се обозначавали обединенията от няколко патрициански рода. Древната политическа система в Древен Рим предвиждала разделянето на целия народ на три триба (племена), всяка от които се състояла от по 10 курии (родови обединения). Начело на всяка курия стоял изборен курион, тя имала общо землище, общи светини и празници, общо място за събрания, наричано също курия. През периода на утвърждаване на римската държава куриите имали важно административно, политическо и военно значение: в тях се провеждали изборите и се извършвал наборът на войската. Впоследствие изгубили тази си роля и запазили някои религиозни функции, както и формалното право да дават на магистратите военни пълномощия. По време на Римската Република терминът курия се употребявал най-вече за обозначаване сградата, в която заседавал Римският Сенат.